# Джхакар

Джхакар (झकार) (झ, хинди झकार [d͡ʒʱkaːr]), кутти джхарйо джха (खुट्टी झार्‍यो झ) — джха, буква деванагари, обозначает придыхательную звонкую постальвеолярную аффрикату. Акшара-санкхья — 9 (девять). Согласная. Может обозначать звуки [ɟʱ] и [dʒʱ], [ɟ͡ʝʱ] (/ɟʱ, d͡ʒʱ/).
Обозначение в Юникоде — U+091D (devanagari letter jha), HTML 16-чный — &#x91D; HTML 10-чный — &झ.

Устаревшая форма написания джхакар
Джхакар ранджана

## Нумерация Арьябхата
Цифровое значение буквы в системе нумерации Арьябхата:
- джха (झ) [d͡ʒʱə] = 9
- джхи (झि) [d͡ʒʱɪ] = 900
- джху (झु) [d͡ʒʱʊ] = 90 000
- джхри (झृ) [d͡ʒʱri] = 9 000 000